# Lappula squarrosa
Lappula squarrosa là loài thực vật có hoa trong họ Mồ hôi. Loài này được (Retz.) Dumort. mô tả khoa học đầu tiên năm 1827.